# 川勝広品
川勝 広品（かわかつ ひろただ）は、江戸時代中期の旗本。秀氏流川勝家（本家）の8代当主。

## 生涯
宝暦10年（1760年）、下総小見川藩の藩主内田正良の三男として江戸に生まれ、後に川勝広長の婿養子となった。天明元年（1781年）8月6日、初めて将軍徳川家治に謁見した。
寛政2年（1790年）11月8日、義父広長の隠居により、その家督（丹波内2,570石余）を継ぎ、小普請となったが、寛政3年（1791年）2月29日、32歳で没した。法名は廣品。墓所は（東京）芝飯倉の瑠璃光寺。
わずか数ヶ月間の当主であった。無役のままで生涯を終えた。家督は婿養子の広致が継いだ。